# Benin na Mistrzostwach Świata w Lekkoatletyce 2023
Benin na Mistrzostwach Świata w Lekkoatletyce 2023 – reprezentacja Beninu podczas mistrzostw świata w Budapeszcie liczyła jedną zawodniczkę.

## Skład reprezentacji

### Kobiety
| Zawodniczki   | Konkurencja   | Eliminacje | Eliminacje | Półfinał | Półfinał | Finał | Finał   | Źródło      |
| Zawodniczki   | Konkurencja   | Wynik      | Pozycja    | Wynik    | Pozycja  | Wynik | Pozycja | Źródło      |
| ------------- | ------------- | ---------- | ---------- | -------- | -------- | ----- | ------- | ----------- |
| Noélie Yarigo | Bieg na 800 m | 1:59,96    | 12. Q      | 1:59,43  | 8.       | NQ    | NQ      | [ 1 ] [ 2 ] |